# Hospital de les Germanetes dels Pobres (Manresa)
L'Hospital de les Germanetes dels Pobres és un edifici del municipi de Manresa (Bages) protegit com a bé cultural d'interès local.

## Descripció
És un edifici amb planta en forma de H, amb un altre cos travesser i formant un pati central. Té planta baixa i dos pisos. Les façanes estant arrebossades en blanc, amb obra de totxo vist marcant el forjat de la primera planta (mitjançant imposta), zones angulars, cornises i finestres. Obertures ordenades de forma regular, de llenguatge neogòtic. Capcers escalonats, de totxo vermell. L'interior ha estat modificat.

## Història
A la dècada del 1970 es va reformar i ampliar l'edifici amb una nova església. Durant la Guerra Civil va funcionar com a Hospital Militar.